# Universidad de Aysén
La Universidad de Aysén es una universidad estatal chilena creada por ley en 2015, durante el segundo gobierno de la presidenta Michelle Bachelet, en conjunto con la Universidad de OˈHiggins. Tiene su domicilio en la ciudad de Coyhaique en la Región de Aysén del General Carlos Ibáñez del Campo. Funciona desde marzo de 2017.
Junto a la Universidad de O'Higgins, constituye la primera universidad estatal del país en crearse en más de dos décadas, ya que la última lo había sido en 1993.

## Historia
O'Higgins y Aysén eran las únicas regiones chilenas donde no se establecieron sedes de la Universidad de Chile o de la Universidad Técnica del Estado, las cuales fueron convertidas, a partir de 1981, en «universidades regionales», y por tanto fueron hasta 2015 las únicas sin tener sus propias universidades estatales.
La universidad pública regional fue una de las demandas del movimiento social realizado en Aysén a inicios de 2012. Dicha propuesta fue recogida en el programa de gobierno de la candidatura de Michelle Bachelet para la elección presidencial de 2013, que incluyó la creación de universidades estatales en las regiones de O'Higgins y Aysén.
Tras haber asumido su segundo gobierno, Bachelet envió al Congreso de Chile el 17 de junio de 2014 un proyecto de ley para la creación de las Universidades de O'Higgins y Aysén. El proyecto fue promulgado como la Ley N.º 20.842 el 3 de agosto de 2015 y fue publicada en el Diario Oficial el 7 de agosto del mismo año.

Créase la Universidad de Aysén, como persona jurídica de derecho público autónoma, funcionalmente descentralizada, con personalidad jurídica y patrimonio propio. La universidad tendrá su domicilio y desarrollará sus actividades, de preferencia, en la Región de Aysén del General Carlos Ibáñez del Campo y se relacionará con el Presidente de la República a través del Ministerio de Educación.
Artículo 2°, Ley N.º 20842 que «Crea las universidades estatales de la Región de O'Higgins y de la Región de Aysén»

El 1 de septiembre de 2015 Bachelet nombró como primera rectora de la universidad a la Doctora en Ciencias con mención en Biología Celular, Roxana Pey Tumanoff. El 27 de julio de 2016 le solicitó la renuncia, la cual esta no acató, por lo que fue removida. Posteriormente, en junio de 2017, y a propósito del recurso de protección interpuesto por Pey contra el ministro Secretario General de Gobierno y la ministra de Educación, la Corte Suprema falla a favor de la ex rectora declarando su despido un «acto ilegal y arbitrario».
La primera generación de estudiantes de la universidad inició clases el 1 de marzo de 2017 y en junio de 2019 se anuncia la incorporación de cuatro nuevas carreras: Psicología, Ingeniería Comercial, Ingeniería Civil Informática y Terapia Ocupacional.

## Campus

### Campus Lillo
Ubicado en calle Eusebio Lillo 667 en pleno centro de la ciudad de Coyhaique, el campus Lillo cuenta con una infraestructura con una superficie total de 1.050 metros cuadrados distribuidos en salas de clases, biblioteca, servicios higiénicos, laboratorios, sala de profesores y espacio común.
En este campus se encuentran los departamentos de Ciencias de la Salud y Ciencias Sociales y Humanas, que dictan las carreras de Enfermería, Obstetricia y Trabajo Social, respectivamente.
En esta infraestructura, además, se ubican además la biblioteca de la universidad, además de los laboratorios de Laboratorio Fisiología Celular y Metabolismo y Laboratorio de Productos Naturales, Síntesis Orgánica y Biotecnología.

### Campus Coyhaique Alto
El campus definitivo de la Universidad de Aysén estará emplazado en un terreno ubicado en km 3 del Camino Coyhaique Alto S/N, con un total de 23,39 hectáreas, el cual se ubica a continuación del Museo Regional y se extiende entre la ruta internacional que conduce al paso fronterizo Coyhaique Alto y el Río Coyhaique. Dentro del terreno destaca el sector denominado Baño de Ovejas, declarado Monumento Nacional, perteneciente a las instalaciones de la histórica Sociedad Industrial de Aysén.

## Rectores
| Nombre                                            | Periodo                               |
| ------------------------------------------------- | ------------------------------------- |
| Roxana Pey                                        | Septiembre de 2015-agosto de 2016     |
| María Teresa Marshall                             | Agosto de 2016-septiembre de 2019     |
| Natacha Pino Acuña                                | Septiembre de 2019-septiembre de 2023 |
| Enrique Urra Coloma                               | Septiembre de 2023-abril de 2024      |
| Juan Pablo Prieto Cox (administrador provisional) | enero de 2024                         |

## Carreras
Actualmente la universidad ofrece diez carreras de pregrado:
- Agronomía
- Enfermería
- Ingeniería Civil Industrial
- Ingeniería Civil Informática
- Ingeniería Forestal
- Obstetricia
- Psicología
- Trabajo social
- Ingeniería Comercial
- Terapia Ocupacional